# Théodore Marie Ratisbonne
Théodore Marie Ratisbonne (Strasburgo, 28 dicembre 1802 – Parigi, 10 gennaio 1884) è stato un presbitero francese, fondatore della congregazione delle Religiose di Nostra Signora di Sion.

## Biografia
Nato in Alsazia da una ricca famiglia di banchieri ebraici, studiò legge all'Università di Strasburgo ed esercitò la professione di avvocato nella città di Colmar dedicandosi ad aiutare concittadini ebrei. Iniziò ad avvicinarsi al cattolicesimo grazie all'influenza del teologo e filosofo Louis Bautain e allo studio dei Padri e della Storia della Chiesa ed il 14 aprile del 1827 ricevette il battesimo in segreto a causa dell'avversione della famiglia a tale scelta. Nel 1830 venne ordinato sacerdote e ottenne una cattedra d'insegnamento al Seminario minore di Strasburgo che mantenne fino al 1840 quando si stabilì in Parigi.
Dopo la conversione del fratello Alphonse, che riferì di aver ricevuto la visione della Vergine mentre si trovava nella basilica di Sant'Andrea delle Fratte di Roma il 20 gennaio 1842, si recò a Roma l'estate dello stesso anno e incontrò papa Gregorio XVI che lo insignì dell'Ordine di San Silvestro papa e si complimentò con lui per la sua Vita di san Bernardo.
L'anno successivo, nel 1843 fondò la congregazione delle Religiose di Nostra Signora di Sion, destinata all'apostolato missionario nei confronti del mondo ebraico.
Papa Leone XIII lo insignì del titolo di protonotario apostolico.
Morì a Parigi nel 1884.

## Opere[3]
- (FR) Essai sur l'Education Morale, 1828.
- (FR) Histoire de St. Bernard et de son siècle, 11ª ed., 1903  [1840].
- (FR) Méditations de Saint-Bernard sur le Présent et Futur, 1853.
- (FR) Manuel de la mère chrétienne, 11ª ed., 1864  [1859].
- (FR) La question juive, 1868.
- (FR) Nouvelle manuel des mères chrétiennes, 22ª ed., 1926  [1870].
- (FR) Le Pape, 1870.
- (FR) Miettes Evangéliques, 1872.
- (FR) Réponse aux Questions d'un Israélite de Notre Temps, 1878.